# Sarkvidéki akció
A Sarkvidéki akció (angolul: Arctic Justice: Thunder Squad vagy Arctic Dogs) 2019-ben bemutatott kanadai–brit–dél-koreai  animációs film, amelyet Aaron Woodley írt és Dimos Vrysellas-szal közösen  rendezett. A filmben Jeremy Renner, Heidi Klum, James Franco, John Cleese, Omar Sy, Michael Madsen, Laurie Holden, Anjelica Huston és Alec Baldwin adják a szereplők hangját.

## Szereplők
| Szereplő        | Eredeti hang    | Magyar hang      | Faj          |
| --------------- | --------------- | ---------------- | ------------ |
| Swifty          | Jeremy Renner   | Varga Gábor      | sarki róka   |
| Jade            | Heidi Klum      | Györgyi Anna     | róka         |
| PB              | Alec Baldwin    | Szabó Győző      | jegesmedve   |
| Lemmy           | James Franco    | Seszták Szabolcs | albatrosz    |
| Otto Van Walrus | John Cleese     | Beregi Péter     | rozmár       |
| Magda           | Anjelica Huston | Pálos Zsuzsa     | rénszarvas   |
| Leopold         | Omar Sy         | Varga Rókus      | vidrák       |
| Bertha          | Heidi Klum      | F. Nagy Erika    | vidrák       |
| Duke            | Michael Madsen  | Borbiczki Ferenc | husky kutyák |
| Dakota          | Laurie Holden   | Sánta Annamária  | husky kutyák |
| Dusty           | Donny Falsetti  | Ujlaki Dénes     | husky kutyák |